# Ad Noctum – Dynasty of Death
Ad Noctum – Dynasty of Death četvrti je studijski album norveškog simfonijskog black metal-sastava Limbonic Art. Album je 1999. godine objavila diskografska kuća Nocturnal Art Productions.

## Popis pjesama
| 1.    | »The Dark Paranormal Calling«     | 6:46  |
| 2.    | »As the Bell of Immolation Calls« | 9:47  |
| 3.    | »Pits of the Cold Beyond«         | 5:41  |
| 4.    | »Dynasty of Death«                | 9:33  |
| 5.    | »The Supreme Sacrifice«           | 8:40  |
| 6.    | »In Embers of Infernal Greed«     | 6:20  |
| 7.    | »The Yawning Abyss of Madness«    | 11:17 |
| 58:04 |                                   |       |

| Inačica Candlelight Recordsa iz 2001. | Inačica Candlelight Recordsa iz 2001.                | Inačica Candlelight Recordsa iz 2001. | Inačica Candlelight Recordsa iz 2001. | Inačica Candlelight Recordsa iz 2001. | Inačica Candlelight Recordsa iz 2001. | Inačica Candlelight Recordsa iz 2001. | Inačica Candlelight Recordsa iz 2001. | Inačica Candlelight Recordsa iz 2001. | Inačica Candlelight Recordsa iz 2001. |
| Br.                                   | Skladba                                              | Trajanje                              |                                       |                                       |                                       |                                       |                                       |                                       |                                       |
| ------------------------------------- | ---------------------------------------------------- | ------------------------------------- | ------------------------------------- | ------------------------------------- | ------------------------------------- | ------------------------------------- | ------------------------------------- | ------------------------------------- | ------------------------------------- |
| 1.                                    | »The Dark Paranormal Calling«                        | 6:46                                  |                                       |                                       |                                       |                                       |                                       |                                       |                                       |
| 2.                                    | »As the Bell of Immolation Calls«                    | 9:47                                  |                                       |                                       |                                       |                                       |                                       |                                       |                                       |
| 3.                                    | »Pits of the Cold Beyond«                            | 5:41                                  |                                       |                                       |                                       |                                       |                                       |                                       |                                       |
| 4.                                    | »Dynasty of Death«                                   | 9:33                                  |                                       |                                       |                                       |                                       |                                       |                                       |                                       |
| 5.                                    | »Behind the Darkened Walls of Sleep« (bonus pjesma)  | 11:25                                 |                                       |                                       |                                       |                                       |                                       |                                       |                                       |
| 6.                                    | »The Supreme Sacrifice«                              | 8:40                                  |                                       |                                       |                                       |                                       |                                       |                                       |                                       |
| 7.                                    | »In Embers of Infernal Greed«                        | 6:20                                  |                                       |                                       |                                       |                                       |                                       |                                       |                                       |
| 8.                                    | »Enthralled by the Shrine of Silence« (bonus pjesma) | 6:23                                  |                                       |                                       |                                       |                                       |                                       |                                       |                                       |
| 9.                                    | »The Yawning Abyss of Madness«                       | 11:17                                 |                                       |                                       |                                       |                                       |                                       |                                       |                                       |
| 75:52                                 |                                                      |                                       |                                       |                                       |                                       |                                       |                                       |                                       |                                       |

## Zasluge
Limbonic Art
- Daemon – vokali, gitara, bas-gitara
- Morfeus – solo gitara, klavijature, programiranje bubnjeva, glazbeni uzorci, naslovnica

Dodatni glazbenici
- Per Eriksen – gong

Ostalo osoblje
- Kerstin Rossler – fotografija
- Olof Karlsson – fotografija
- Peter Lundell – produkcija, miksanje